# Yupana

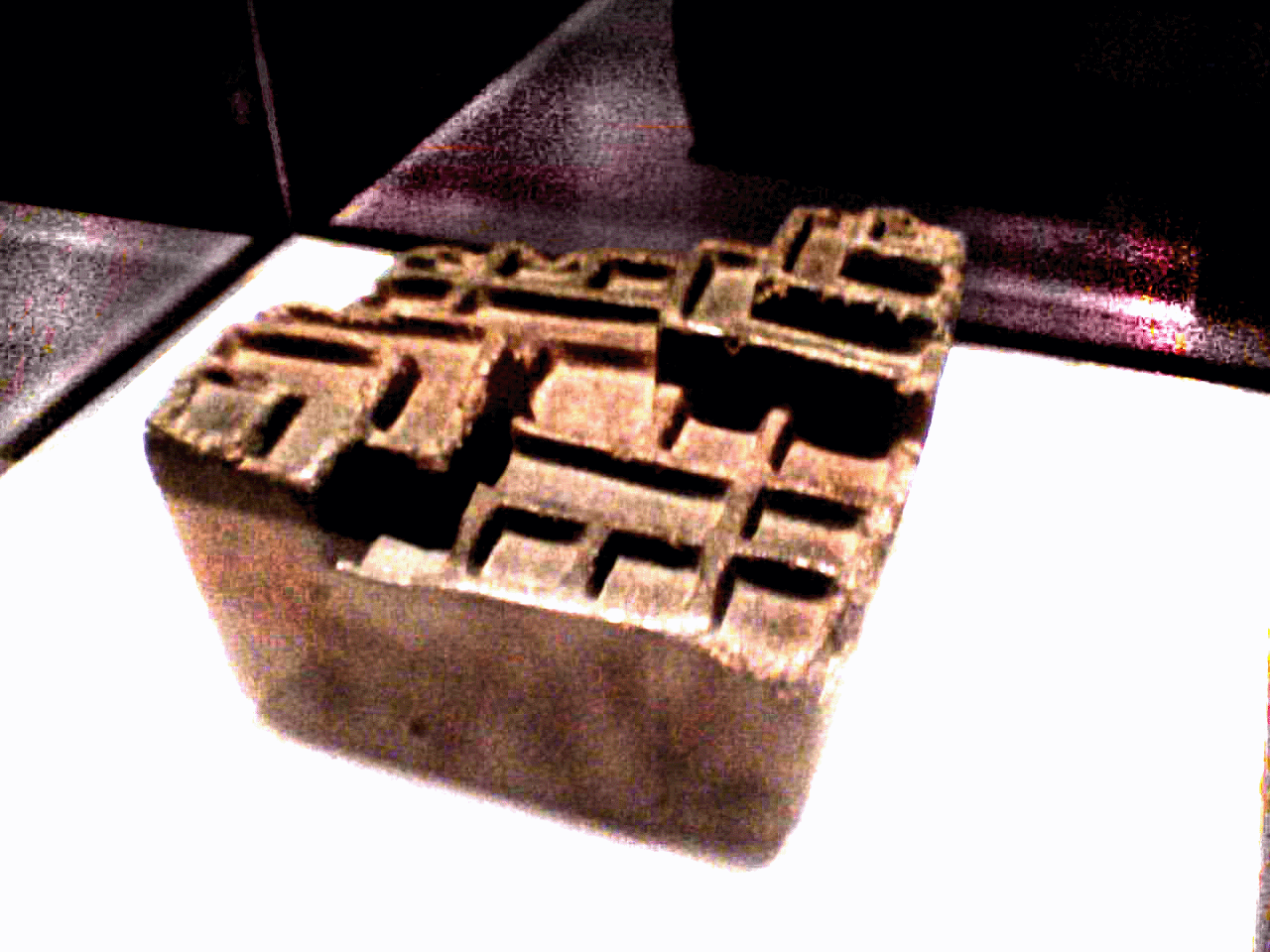
Una yupana

La yupana, paraula quítxua que significa 'eina per comptar', és un dispositiu usat pels Inques, presumiblement com un tipus de calculadora. Encara que alguns investigadors han fet hipòtesi sobre com aquest implement podria funcionar com un àbac, d'altres tenen menys confiança que hagin estat emprades amb aquest propòsit. L'informe del segle xvi del sacerdot espanyol José de Acosta suggereix que els Inques podien haver tingut un dispositiu com a aquest:
| « | Veure'ls emprar una altra mena de calculadors pels grans de blat de moro és un entreteniment perfecte. Amb la finalitat de dur a terme un càlcul molt difícil, per al qual un calculador hàbil hauria necessitat paper i ploma, aquests indis fan servir els seus grans. En col·loquen un aquí, tres en algun altre cantó i vuit no sé on. Mouen el gra aquí i allí i el fet és que són capaços de completar el seu calcul sense cometre ni tan sols l'error més petit; de fet, són millors en aritmètica pràctica que nosaltres amb ploma i tinta. Permeteu-vos jutjar si això no és enginyós i si aquesta gent són animals salvatges! El que considero cert és que en el que es comprometen són millors que nosaltres | » |

Els investigadors creuen que aquests estris estan basats en els nombres de Fibonacci per tal de minimitzar el nombre de grans necessaris.